# Dernancourt Communal Cemetery Extension
Dernancourt Communal Cemetery Extension is een Britse militaire begraafplaats met gesneuvelden uit de Eerste Wereldoorlog, gelegen in het Franse dorp Dernancourt, departement (Somme). De begraafplaats werd ontworpen door Edwin Lutyens en ligt ruim 500 m ten noordwesten van het dorpscentrum (Église Saint-Léger). Ze is een uitbreiding van de begraafplaats van Dernancourt nadat deze was volzet. De begraafplaats heeft een onregelmatig grondplan en wordt omsloten door een bakstenen muur. Een trap met een negental treden geeft toegang tot het terrein dat hoger ligt dan het straatniveau. Aan de straatzijde staan twee schuilgebouwtjes met boogvormige doorgangen onder een tentdak met dakpannen. Tussen deze gebouwtjes staat de Stone of Remembrance. Het Cross of Sacrifice staat tegen de zuidwestelijke muur. Ongeveer twee derde van het terrein ligt iets hoger dan de rest en wordt bereikt door drie trapjes met zes treden. Er liggen 2.154 doden begraven waaronder 177 niet geïdentificeerde.       
De begraafplaats wordt onderhouden door de Commonwealth War Graves Commission.

## Geschiedenis
De gemeentelijke begraafplaats van Dernancourt werd door veldhospitalen gebruikt van september 1915 tot augustus 1916 en opnieuw tijdens het Duitse lenteoffensief van maart 1918. Op dat ogenblik lagen er 127 slachtoffers begraven. In juli 1916, bij de aanvang van de Slag aan de Somme werd het hoofdveldhospitaal van het XV Corps in de gemeente opgericht en de aangrenzende uitbreiding (extension) naast de gemeentelijke begraafplaats aangelegd. De 45th en de 56th (1st/1st South Midland) Casualty Clearing Stations (CCS) kwamen er in september 1916 en bleven tot maart 1917. De 3rd Australian was hier in maart en april 1917 en de 56th van april 1917 tot februari 1918. 
Het 3rd Casualty Clearing Station kwam in maart 1918 maar op 26 maart werd Dernancourt geëvacueerd wegens de Duitse opmars. Het dorp en de begraafplaats bleef in hun handen totdat het door de 12th Division en de 33rd American Division op 9 augustus 1918 heroverd werd.
In september werd de begraafplaats opnieuw gebruikt door de 47th, 48th en de 55th Casualty Clearing Stations, vanwege het uitbreiden van het veroverde terrein in noordwestelijke richting. Bij de wapenstilstand bevatte de extension meer dan 1.700 graven maar werd vervolgens uitgebreid door het concentreren van graven uit geïsoleerde plaatsen in de omgeving en enkele kleinere begraafplaatsen, waaronder: Moor Cemetery in Dernancourt (42 doden) en Albert Road Cemetery in Buire-sur-l'Ancre (98 doden).
Onder de geïdentificeerde doden zijn er 1.523 Britten, 378 Australiërs, 50 Nieuw-Zeelanders, 30 Zuid-Afrikanen, 8 Canadezen, 6 Indiërs en 3 Chinezen (zij waren werkzaam bij het Chinese Labour Corps). Er ligt ook 1 Duitser begraven. Voor 29 slachtoffers werden Special Memorials opgericht omdat hun graven niet meer gelokaliseerd konden worden en men neemt aan dat ze onder naamloze grafzerken liggen. Twee Australiërs die begraven waren in Albert Road Cemetery maar wier lichamen niet meer gevonden werden, worden ook met een Special Memorial herdacht 

## Graven

### Onderscheiden militairen
- Thomas James Harris, sergeant bij de Queen's Own (Royal West Kent Regiment) werd onderscheiden met het Victoria Cross (VC).
- Edward d'Arcy Birnie, kapitein bij het Border Regiment werd onderscheiden met de Distinguished Service Order en het Military Cross (DSO, MC).

- Harold Ainsworth Holt, sergeant bij het Royal Army Medical Corps en T.L. Allen, korporaal bij de Royal Engineers werden onderscheiden met de Distinguished Conduct Medal en de Military Medal (DCM, MM).
- compagnie sergeant-majoor James Henry Willson (Somerset Light Infantry), sergeant Francis Almund Wearne Hocking (Australian Infantry, A.I.F.), de korporaals Robert William Codling (Yorkshire Regiment) en E. Shepherd (Royal Army Medical Corps) en soldaat Joseph Harvey Kruger (Australian Infantry, A.I.F.) werden onderscheiden met de Distinguished Conduct Medal (DCM).
- de sergeanten W. Lewis (Machine Gun Corps (Infantry)) en J. Cunningham (Highland Light Infantry), korporaal Dennis McAuliffe (Australian Light Trench Mortar Battery) en pionier W.F. Boulter (Australian Light Trench Mortar Battery) werden tweemaal onderscheiden met de Military Medal (MM and Bar).
- nog 50 militairen ontvingen de Military Medal (MM).

Volgende officieren werden onderscheiden met het Military Cross (MC): 
- luitenant-kolonel C.G. Farquarson (Royal Marine Light Infantry)
- majoor F.H. Huleat (Royal Field Artillery)
- de kapiteins John Stanley Marsh Shingler (Royal Welsh Fusiliers), R.j. Keates (Royal Garrison Artillery), Theodore Cecil Ormond Williams (Sherwood Foresters (Notts and Derby Regiment)), Morton Peto (Royal Army Medical Corps), D.A. Palmer (Tank Corps), Alan Izat (Royal Engineers), Dennis Patrick Cross (Bedfordshire Regiment) en James Giffen (Cameron Highlanders)
- de luitenants Charles Leslie Gibson (London Regiment) en Cyril Cutcliffe Ward (Australian Infantry, A.I.F.)
- de onderluitenants Edward James Phillips (South African Infantry), A.M. Neish (Argyll and Sutherland Highlanders), W.E. Phillips (London Regiment), F.P. Beagley (The Buffs (East Kent Regiment)), Gilbert Edward Tyler (London Regiment) en John Frederick Bunce (Royal Naval Volunteer Reserve)

### Minderjarige militairen
- schutter Leslie James Carter (Rifle Brigade) en de soldaten G.T. Mathews (London Regiment), Cyril Samuel Willmott (Australian Infantry, A.I.F.), Frederick Clarence Fuljames (Australian Infantry, A.I.F.) en L.R. Faulkes (Royal Welsh Fusiliers) waren 17 jaar toen ze sneuvelden.

### Aliassen
Negen militairen dienden onder een alias.
- korporaal John William Dooley als John William Simpson bij de Australian Infantry, A.I.F..
- kanonnier Alfred John Hammond als Alfred John Ward bij de Australian Field Artillery.
- kanonnier G.A. Monnolly als G.A. Rose bij de Royal Field Artillery.
- kanonnier Ernest Leopold Stanley White als E. McCarthy bij de Royal Field Artillery.
- soldaat John Greaves als John Green bij de Australian Infantry, A.I.F..
- soldaat Frank Gorrell Benton als F.G. Barnes bij de Australian Infantry, A.I.F..
- soldaat J.K. Dodds als J. Kelly bij de Seaforth Highlanders.
- soldaat Ernest Leng als E. Cook bij het East Yorkshire Regiment.
- soldaat Solomon Shapira als J. Brown bij de Royal Fusiliers.